# Lactarius hyphoinflatus
Lactarius hyphoinflatus är en svampart som beskrevs av R.W. Rayner 2003. Lactarius hyphoinflatus ingår i släktet riskor och familjen kremlor och riskor.   Inga underarter finns listade i Catalogue of Life.